# Sanjō no kata

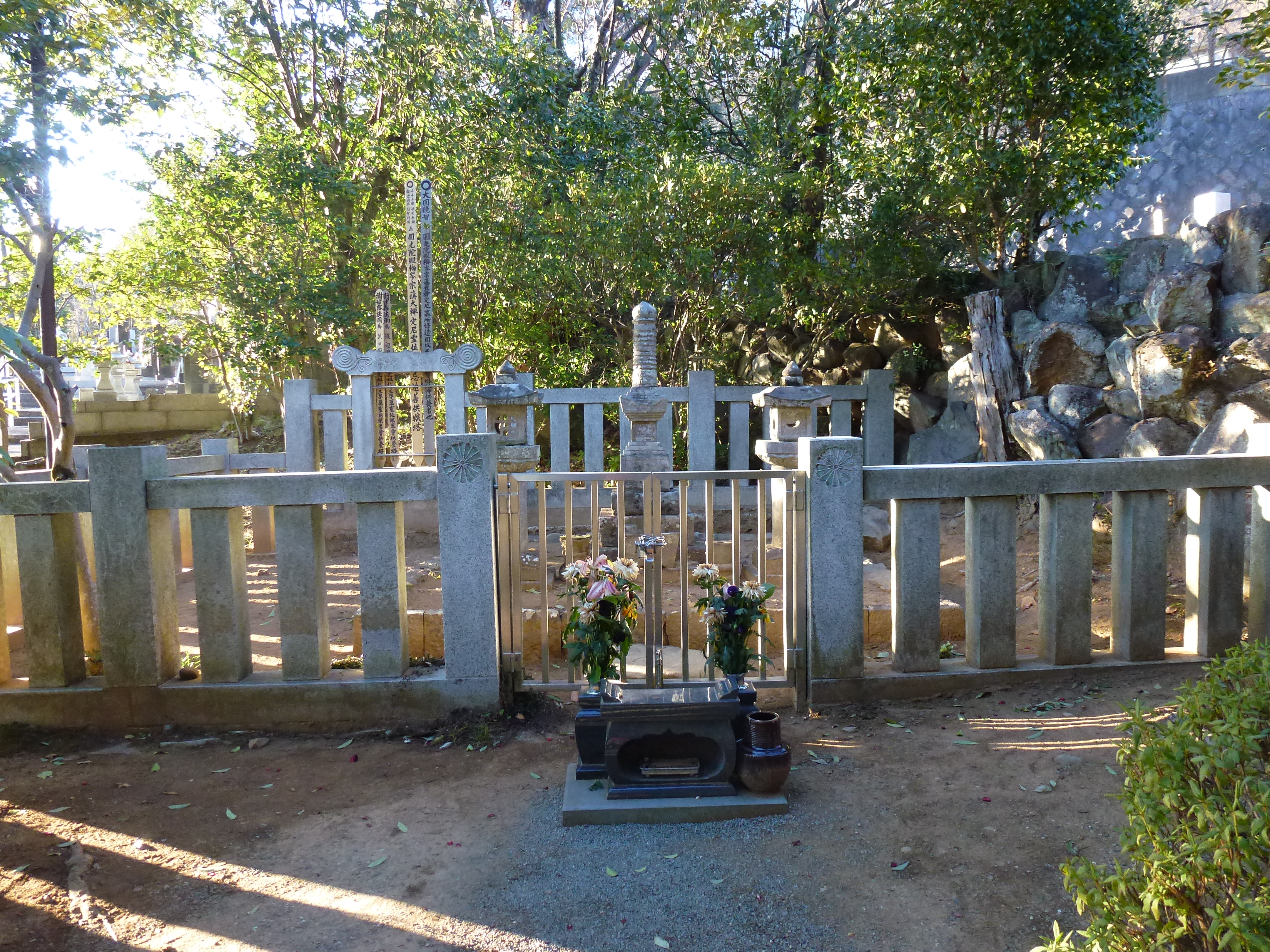
Das Grab der Fürstin Sanjo beim Enkoin-Tempel

Sanjō no kata (jap. 三条の方; * 1521; † 29. August 1570) ist der Notname der Zweitfrau (継室, keishitsu) Takeda Shingens und lebte im 16. Jahrhundert im japanischen Kōfu. Ihre Gebeine ruhen unweit ihres Lieblingsortes, dem Enkoin-Tempel, und nahe dem Grab ihres Gemahls.
Sie war die Tochter des Sanjō Kin’yori aus dem Hause der alten Hofadelsfamilie (Kuge) der Sanjō. Insofern war sie mehr eine Person mit großem Interesse für Kultur, als dies bei den Daimyō, den feudalen Kriegsherren wie Takeda Shingen, der Fall war. Allerdings gewährte Takeda Shingen ihr einen eigenen Tempel, und sie errichtete sich in Kōfu schnell eine einflussreiche Gesellschaft und ein Netzwerk aus wichtigen Entscheidungsträgern. Sie soll eine sehr starke Verbindung zu Shingen gehabt und sein Interesse für Kunst, Buddhismus und chinesische Schriften verstärkt haben.
| Personendaten    | Personendaten             |
| ---------------- | ------------------------- |
| NAME             | Sanjō no kata             |
| ALTERNATIVNAMEN  | 三条の方 (japanisch)      |
| KURZBESCHREIBUNG | Zweitfrau Takeda Shingens |
| GEBURTSDATUM     | 1521                      |
| STERBEDATUM      | 29. August 1570           |